# 金沢市立港中学校
金沢市立港中学校（かなざわしりつ みなとちゅうがっこう、英語: Kanazawa Municipal Minato Junior High School）は、石川県金沢市近岡町にある公立中学校。

## 沿革
《主要な出典：》
- 1985年（昭和60年）7月 - 起工式。
- 1987年（昭和62年）
  - 4月1日 - 金沢市立浅野川中学校から分離し開校[1][5]。
  - 9月 - プール竣工。
  - 10月 - テニスコート竣工。
  - 11月6日[5] - 竣工式挙行、校旗・校歌制定。11月1日を創立記念日に制定。
  - 日付不詳 - 「望洋」の像除幕。
- 1988年（昭和63年）2月 - 「校訓」制定。
- 1996年（平成08年）
  - 10月 - 「校訓碑」除幕。
  - 11月 - 創立10周年記念式典を挙行。
- 2003年（平成15年）10月1日 - 学校給食開始。
- 2017年（平成29年）11月18日 - 創立30周年記念式典を挙行[6]。

## 校歌
作詞：金子曽政、作曲：川崎祥悦

## 通学区域
鞍月小学校通学町、粟崎小学校通学町

## 周辺
金沢港の湾の奥に学校がある。
商業関係
- 100満ボルト直江店
- ゲンキー近岡店